# Мур, Майкл Кевин
Майкл Ке́вин Мур (англ. Michael Kevin Moore; род. 3 июня 1965, Белфаст, Северная Ирландия) — британский политик, министр по делам Шотландии в первом кабинете Дэвида Кэмерона (2010—2013).

## Биография
Родился в 1965 году в Северной Ирландии, где его отец служил армейским капелланом. В 1970 году семья переехала в Уишоу (графство Ланаркшир в Шотландии), но учился в школе Страталан в Перте, а после переезда в 1981 году — в школе грамоты Джедборо. Изучал в Эдинбургском университете политику и новую историю. Примкнул к либеральным демократам, работал в аппарате депутата парламента Арчи Кирквуда, а с 1995 года — в аппарате видного деятеля либеральных демократов Дэвида Стила. В эдинбургской компании Coopers & Lybrand получил квалификацию лицензированного бухгалтера (chartered accountant).
В 1997 году впервые избран в Палату общин, сменив в округе Твиддл, Эттрик и Лодердейл Дэвида Стила. В 1999 году возглавил предвыборную кампанию партии в Шотландии и два года до парламентских выборов 2001 года занимался освещением политики либеральных демократов в сфере транспорта, затем был перемещён на проблематику внешней политики. Принадлежит к либертарианскому крылу партии, голосовал против запретов на короткоствольное оружие и охоту.
В 2005 году после реорганизации избирательных округов победил в округе Бервикшир, Роксбург и Селькирк с результатом 41,8 %, а в 2010 году заручился поддержкой 45,4 % избирателей против 33,8 % у сильнейшего из соперников — консерватора Джона Ламонта.
29 мая 2010 года старший секретарь Казначейства в только что созданном первом кабинете Дэвида Кэмерона Дэвид Лоуз подал в отставку, на освободившуюся должность был перемещён министр по делам Шотландии Дэнни Александер, а его, в свою очередь заменил Майкл Мур, являвшийся к этому моменту заместителем лидера шотландских либеральных демократов.
7 октября 2013 года Майкл Мур оставил свою должность в правительстве, и его заменил Алистер Кармайкл. Лидер либеральных демократов Ник Клегг, заместитель премьер-министра, объяснил, что Мур получил портфель в критический момент отношений региона с другими областями Соединённого королевства и встретил вызовы времени с необычайным искусством и эффективностью. Однако в последний год перед референдумом о независимости Шотландии возникла необходимость в применении опыта другого рода.
В 2015 году потерпел на выборах сокрушительное поражение, оставшись с 10,3 % на третьем месте после Джона Ламонта (19,8 %) и победителя — кандидата от Шотландской национальной партии Калума Керра (20,1 %).